# Al-Hisn
Al-Hisn ist ein Dorf im Südwesten des Jemen. Es liegt im Gouvernement Abyan etwa 10 Kilometer nördlich der Stadt Dscha'ar.
In Al-Hisn befindet sich eine Munitionsfabrik. Bei einer Explosion kamen am 28. März 2011 in dieser Fabrik 110 Menschen ums Leben und über 100 weitere wurden verletzt.